# Кожурла (Купинский район)
Кожурла — упразднённый населённый пункт в Купинском районе Новосибирской области России. На момент исключения из учётных данных входил в состав Новорозинского сельсовета (одновременно с которым был упразднён в 1970 году) Купинского района Новосибирской области РСФСР СССР. Ныне территория  Новониколаевского сельсовета.

## География
Располагался на берегу протоки Кожурла между озёрами Малые Чаны и Чаны, в западной оконечности гривы Высокая, южнее села Новорозино и к северо-востоку от райцентра города Купино. 

## История
В 1936, 1951 годах упоминается в составе Новорозинского сельсовета, где состоял вплоть до упразднения.
К 1970 году фактически прекратил существование и по этой причине был упразднён.

## Транспорт
Населённый пункт стоял у места паромной переправы местной дороги.